# Панцержанський Едуард Самуїлович
Едуард Самуїлович Панцержанський (12 жовтня 1887, місто Лібава Курляндської губернії, тепер Лієпая, Латвія — розстріляний 26 вересня 1937, місто Москва, тепер Російська Федерація) — радянський військово-морський діяч, начальник Морських сил РСЧА, командувач Морських сил Чорного моря (1920—1921 і 1924—1926), флагман флоту 1-го рангу (1935).

## Життєпия
Народився в родині збіднілого польського дворянина, батько працював на залізниці. У 1906 році закінчив гімназію і поступив на інженерне відділення Ризького політехнічному інституті. Студентом-практикантом плавав на судах торгового флоту (літом 1907 року брав участь у двох морських рейсах із Лібави до Америки), оволодів спеціальністю машиніста. У 1909 році із четвертого курсу політехнічного інституту перейшов до Морського кадетського корпусу. який закінчив у 1910 році екстерном. 11 вересня 1910 року отримав звання корабельного гардемарина. Служив на лінійному кораблі «Слава» і крейсері «Рюрик» Балтійського флоту Російської імперії та на канонірському човні «Карс» Каспійської військової флотилії. У 1913—1914 роках — командир роти, мінер і штурман на есмінці «Летучий».
Учасник Першої світової війни 1914—1918 років на Балтиці. У 1914—1915 роках — командир роти в Балтійському флотському екіпажі. 6 грудня 1914 року отримав звання лейтенанта. З весни 1915 року — груповий мінер на есмінці «Молодецкий». Весною 1916 року закінчив Мінний офіцерський клас, до серпня 1916 року служив старшим мінним офіцером навчального судна «Азія». З серпня 1916 по квітень 1917 року — старший офіцер на есмінці «Сибирский стрелок» та дивізійний мінер. 1 вересня 1916 року Панцержанському присвоєно звання мінного офіцера 2-го розряду.
З квітня 1917 року — старший офіцер на есмінці «Гром», одночасно служив флагманським мінером дивізіону есмінців. Три місяці командував есмінцем «Гром» та брав участь у Моонзундській операції 1917 року, де есмінець був затоплений. Едуард Панцержанський був контужений в битві при Моонзунді. З осені 1917 служив флагманським мінером Шхерного загону суден Балтійського моря. У лютому 1918 року обраний начальником Шхерного загону суден Балтійського моря. Після захоплення німецькими військами Прибалтики і Фінляндії був разом із Шхерним загоном інтернований в місто Ревель (Таллінн). У травні 1918 року звільнений із полону, переїхав до Радянської Росії.
У червні 1918 року приступив до формування Онезької військової флотилії. З листопада 1918 по березень 1920 року командував Онезькою військовою флотилією Червоного флоту, керував у 1919 році Відлицькою, Лижемською та Повенецькою операціями проти білогвардійців та фінських військ.
З березня 1920 року — начальник оборони Кольського півострова, уповноважений Народного комісаріату з військових і морських справ РРФСР на Північному Льодовитому океані. У листопаді 1920 року — начальник Морських сил Каспійського моря.
У листопаді 1920 — листопаді 1921 року — начальник Морських сил Чорного і Азовського морів. З квітня 1921 року — помічник командувача військ України та Криму по морській частині.
У грудні 1921 — квітні 1924 року — помічник головнокомандувача Збройних сил Республіки (РРФСР) по військово-морських справах (командувач Морських сил Республіки).
У квітні — грудні 1924 року — начальник Морських сил РСЧА.
У грудні 1924 — жовтні 1926 року — командувач Морських сил Чорного моря.
З жовтня 1926 року — в розпорядженні Реввійськради СРСР. Одночасно член Постійної наради при РВР СРСР, голова Статутної комісії Морських сил РСЧА.
У квітні — жовтні 1932 року — начальник навчально-стройового управління Управління Військово-морських сил РСЧА. 4 жовтня 1932 — 20 січня 1935 року — начальник 2-го управління Управління Військово-морських сил РСЧА. 20 січня 1935 — 5 березня 1937 року — начальник 1-го відділу Управління Морських сил РСЧА.
У березні — червні 1937 року — начальник морського факультету та старший керівник кафедри Академії Генерального штабу РСЧА.
13 червня 1937 року заарештований 5-м відділом ГУДБ НКВС СРСР. 26 вересня 1937 року Військова колегія Верховного суду СРСР під головуванням Ульріха засудила його до страти. Розстріляний того ж дня, похований на Донському цвинтарі Москви.
7 липня 1956 року реабілітований Військовою Колегією Верховного Суду СРСР, його справу було припинено через відсутність складу злочину.

## Військові звання
- Флагман флоту 1-го рангу (1935)

## Нагороди
- орден Червоного Прапора (1925)